# Циркуляр
Циркуляр (нем. Zirkular, от лат. circularis — круговой) — письмо, направляемое одним автором многим адресатам.
В официальной переписке циркуляром называлось письмо (указание, приказание и так далее), написанное одним лицом группе нескольких должностных лиц, либо письмо для всех лиц, занимающих определённую должность. В отличие от распоряжений, разрешающих какое-либо конкретное дело, циркуляры обыкновенно носили общий инструкционный характер.

## Циркуляр в Российской империи
В царской России циркуляры, и особенно те, которые издавались министрами, получили большое значение. Знание практического права во многих областях административного управления было невозможно без знания соответствующих циркуляров, которые в ряде случаев устанавливали самостоятельные правила, или в том или другом отношении меняли смысл закона. Такое значение циркуляров в русском административном праве обуславливалось:
- неполнотой и несовершенством российского законодательства вообще;
- отсутствием законодательных норм по изданию циркуляров.

Неполнота законов зачастую приводила к существенным затруднениям, поэтому Государственный совет признал «право административных властей, в особенности высших, определять в тех случаях, на которые нет отдельного предписания закона, подробности, ускользающие от законодателя» (Выс. утв. 20 февр. 1873 г. мнение гос. сов.; опубликовано не было и в Свод Законов не вошло). Однако вопрос порядка, в каком администрация может осуществлять указанное выше право — разъяснять и пополнять законы, действующим законодательством не разрешался, а также и циркуляры министров Сводом законов игнорировались.
Согласно статье 176, п. 6 Учреждения министерств «Дела исполнительные общие представляются на разрешение правительствующего сената…, 6) когда предстоит нужда сделать общее (циркулярное) предписание в пояснение или подтверждение существующих правил», то есть, циркуляр должен быть издан только правительствующим сенатом, а не министерствами; на деле это требование не исполнялось, и отдельные министры постоянно издавали циркуляры. Отсутствие законодательных норм по их изданию, надзору, обжалованию или отмене могло привести к тому, что циркуляр будет не соответствовать закону, в пояснение которого он издаётся, а также к установлению правил, не имеющих оснований в законе.

### Примеры
- «О сохранении древних зданий по губерниям»[3]
- «О сокращении гимназического образования»

## Циркуляр в СССР
До 1936 года — регламентированный законодательством официальный акт, который издавал руководитель наркомата. Порядок издания циркуляров, их опубликования, а также опротестования и приостановки ЦИКами республик и край(обл)исполкомов одинаков с другими актами, которые издавали наркоматы, исполкомы и другие советские организации. Ряд циркуляров были изданы НКВД, из них некоторые действуют и в России.

### Примеры
- Циркуляр Наркомата Внутренних дел СССР № 30. г. Москва. Содержание: О мероприятиях по обслуживанию первомайских праздников. «13» апреля 1937 года. Народный Комиссар Внутренних дел СССР Генеральный Комиссар Государственной Безопасности Н. Ежов[7].